# 圣斐德斯
圣斐德斯（拉丁语: Sancta Fides；法语: Sainte-Foy；西班牙语: Santa Fe；英语：Saint Faith）是一位殉道圣人。她是来自法国阿基坦阿让的基督徒女孩，在罗马帝国迫害基督徒时被捕，因拒绝崇拜偶像，圣斐德斯 被烧热的金属火盆的酷刑处死。殉道的时间有时认为在287年或290年，有时认为在开始于303年的大规模的戴克里先迫害 。

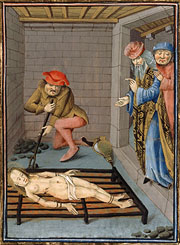
圣斐德斯殉道

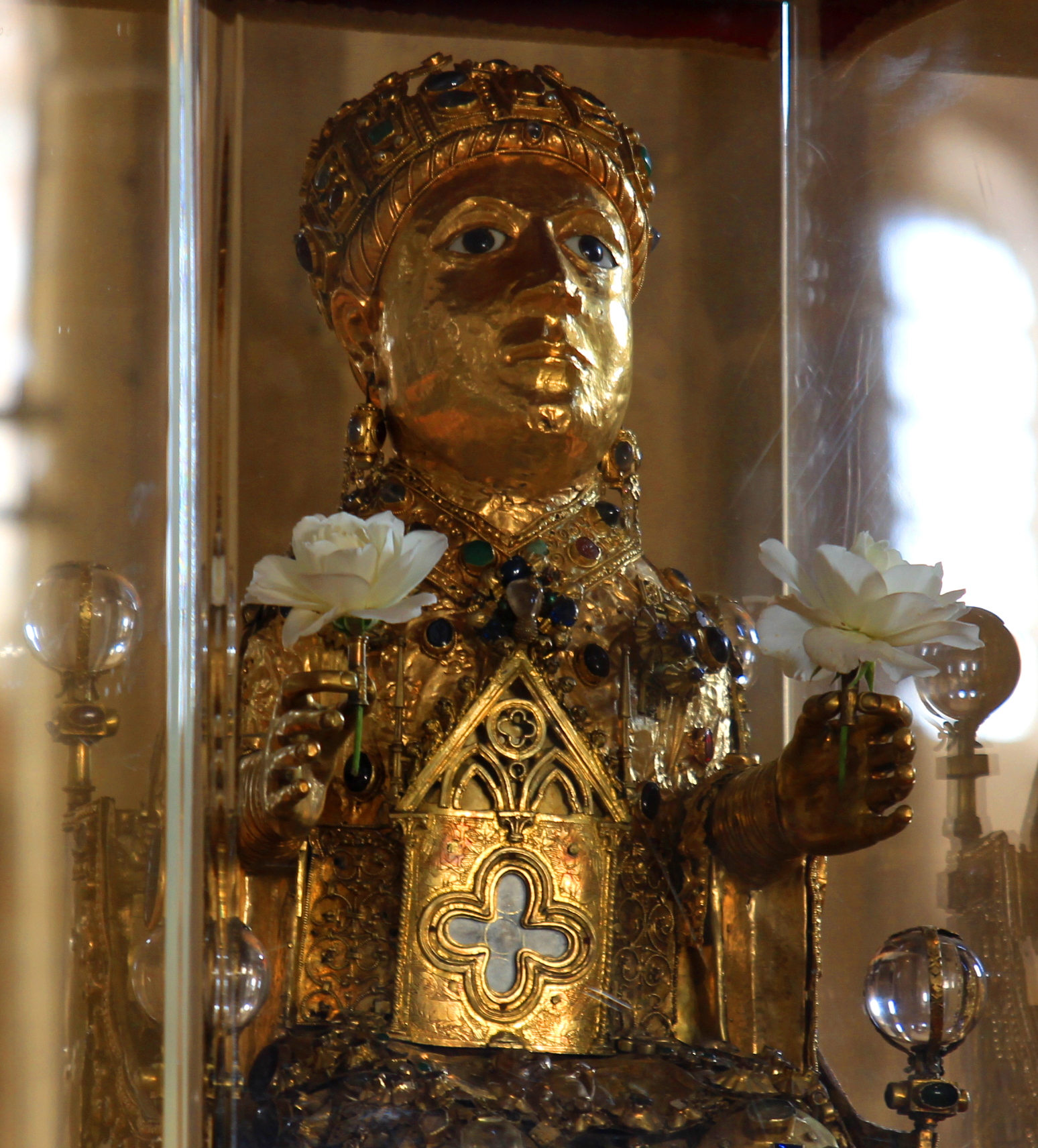
九世纪圣髑

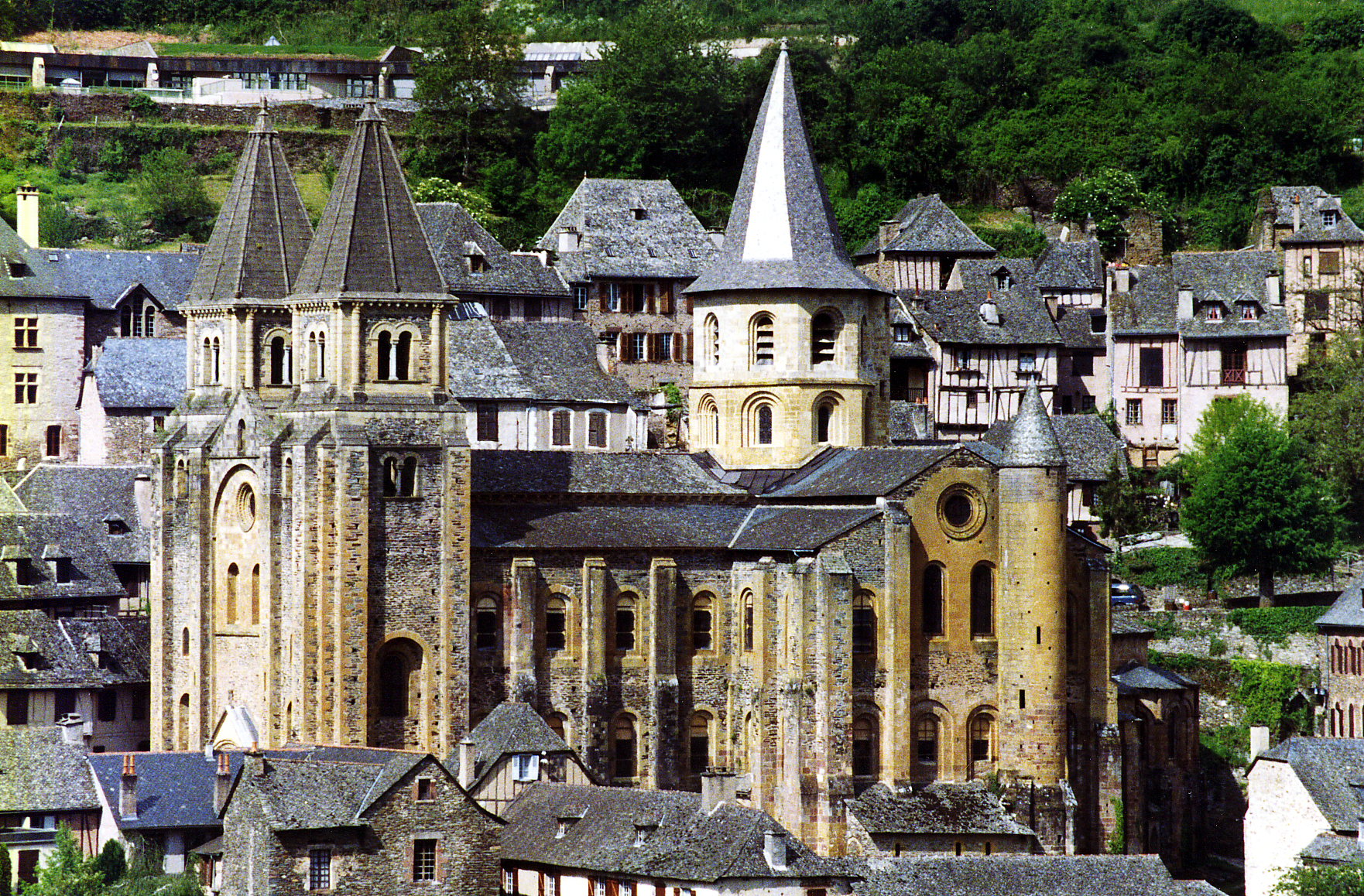
孔克圣斐德斯教堂

在5世纪，阿让主教Dulcitius下令建造了一座供奉圣斐德斯的圣殿，该堂在8世纪重建，15世纪扩建，1892年因城市规划而拆除。但是圣斐德斯的朝圣中心并不在阿让，而是在孔克修道院的圣斐德斯教堂。这是朝圣路线圣雅各之路上的一个市镇。她的圣髑是在866年，被这里的一位修士从阿让偷运到孔克。
她的瞻礼日是在10月6日，但是不清楚殉道的具体日期。
1365年，她的部分圣髑被运到了加泰罗尼亚圣库加特-德尔巴列斯的修道院。 供奉她的重要教堂还分布在诺曼底的乌什地区孔谢，以及阿尔萨斯的塞莱斯塔。对圣斐德斯的崇拜流传到英格兰、意大利和南美洲。
孔克的圣斐德斯镀金圣髑在大约1010年昂热的伯纳德的《圣斐德斯奇迹之书》中已有记载。但是其头部已经被初步确定为罗马帝国的皇家画像。大都会艺术博物馆前馆长托马斯·霍文认为这个真人大小的金色面孔是查理曼的肖像或者死亡面具。。

## 脚注
1. 1 2 3  Jones, Terry H. . Star Quest Production Network.   [2019-03-29]. （原始内容存档于2008-03-18）.
2. ↑  Russell 2012，第173頁.
3. 1 2  Russell 2012，第41頁.
4. 1 2 3 4  Amore, Agostino. .   [2019-03-29]. （原始内容存档于2019-02-20） （意大利语）. English translation option available at the bottom of the web page
5. ↑  . Structurae (Nicolas Janberg).
6. ↑  Hallam 1994，第91頁.
7. ↑  Hoving, Thomas. . 哈泼斯杂志. May 2009  [2016-12-28]. （原始内容存档于2012-06-16）.